# Torre Cajetani
Torre Cajetani è un comune italiano di 1 315 abitanti della provincia di Frosinone nel Lazio, nella media Valle Latina.

## Geografia fisica

### Territorio
Il nome fa riferimento alla famiglia Caetani o Cajetani, dei cui domini fece parte.
Il comune sorge sull'estremità orientale di un dorsale montuoso che si distacca dal versante meridionale dei Monti Ernici (819 m slm).

### Clima
Classificazione climatica: zona E, 2595 GR/G

## Storia
La storia del paese è strettamente collegata al suo castello, che viene ricordato in una pergamena datata 1180. In questo documento si descrive un abitato fortificato ormai pienamente formato ed organizzato, la cui difesa è demandata ai suoi stessi abitanti (castrum quod Turris vocatur).
Nel 1303 una bolla pontificia sancì l'egemonia della famiglia Caetani nell'area e Torre Cajetani divenne un importante punto strategico di difesa della famiglia per contrastare la famiglia rivale dei Colonna.
Nel territorio di Torre Cajetani sgorga una sorgente (Fontanelle) d'acqua oligominerale che era costantemente utilizzata da Papa Bonifacio VIII per curarsi del mal della pietra

## Monumenti e luoghi d'interesse

### Architetture militari
Castello Teofilatto - Caetani
Incerta è la data di sua fondazione. Viene menzionato per la prima volta nel VI secolo d.C. su una pergamena mai rinvenuta citata dal Mirzio (riferendosi al viaggio di San Benedetto da Subiaco e Cassino: “… S. Benedictum […] iter fecisse et per Castrum Turris appellatum transisse”.  Probabilmente fu costruito tra il basso Impero e l'alto Medioevo, e nel IX secolo apparteneva alla famiglia del senatore Teofilatto, che aveva molti interessi in Campagna.

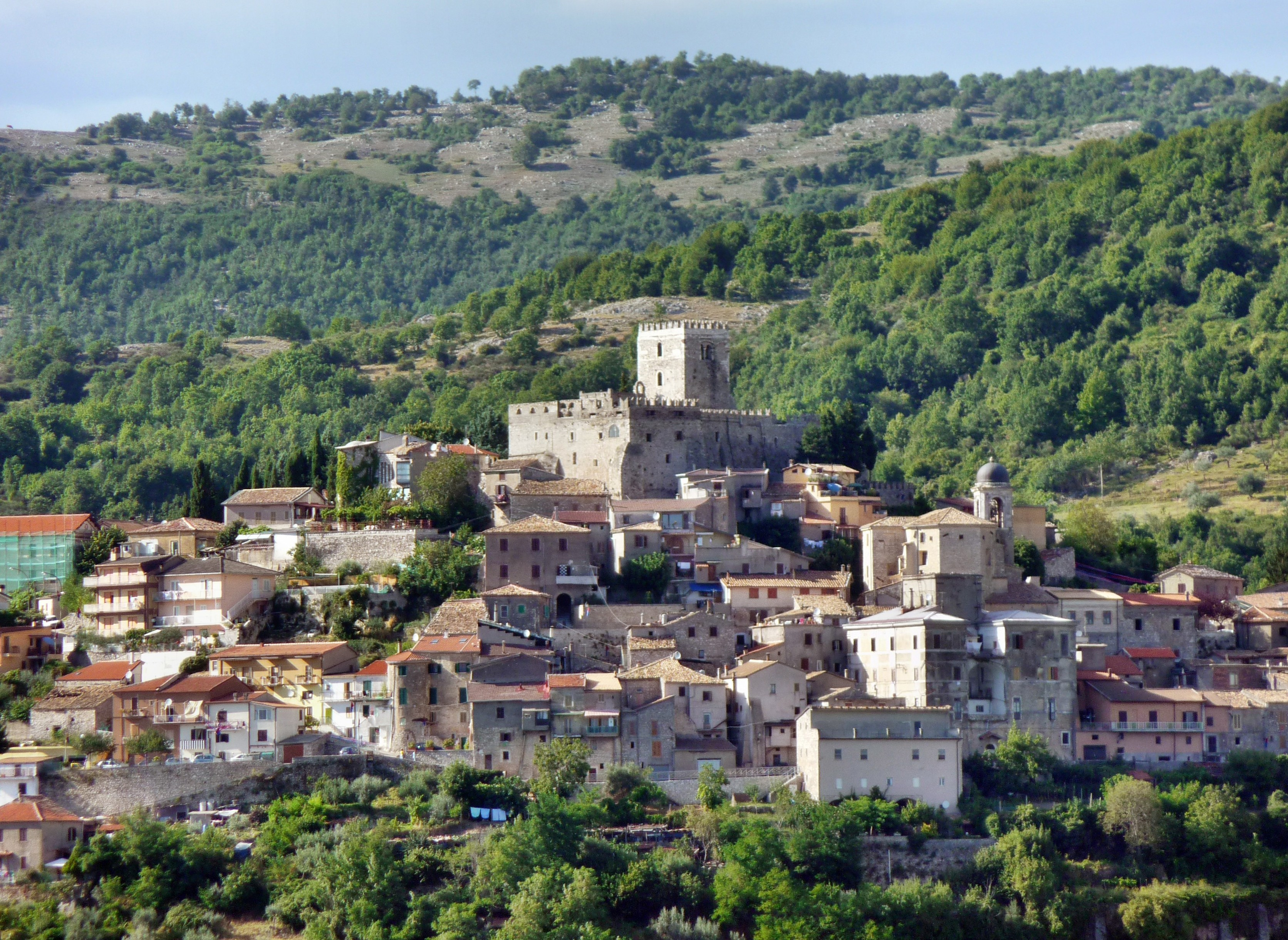

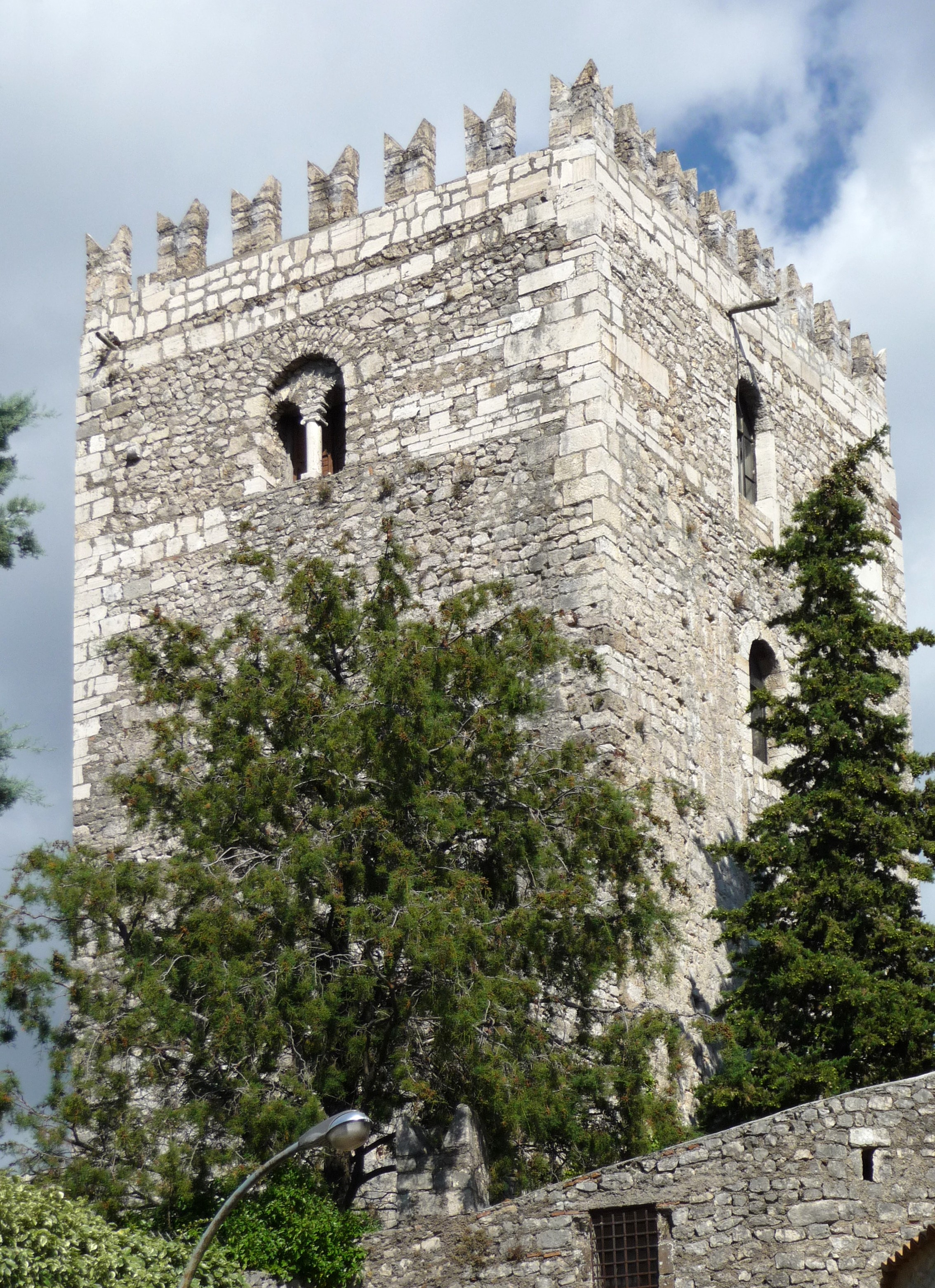
torre del castello oggi

. Alla fine del XIII secolo la Torre viene acquistata dai Caetani, che ampliano la struttura della fortificazione, sulla base di una grande pianta quadrangolare, con al centro la torre principale.  Rimane sotto il diretto controllo dei Caetani, dando vita a un ramo della famiglia detto "della Torre", fino all'estinzione del ramo stesso (fine '800).  Nel 1915 parte del castello crolla in seguito al terremoto della Marsica, subendo gravi danni e dopo un lungo periodo di abbandono dal 1959, per un singolare ricorso storico, è rilevato dai Teofilatto, antica famiglia di Roma, che ne intraprese un complessivo restauro, preservandolo dall'incuria e dall'abbandono. Dell'antica fortificazione difensiva sono ancora ben visibili quattro torrioni.

### Architetture religiose
Chiesa Parrocchiale S.Maria Assunta
Sorge nel centro dell'abitato si hanno notizie della Chiesa parrocchiale a partire dal 1295. Della chiesa medioevale non ci sono più tracce (forse poggia ancora su alcuni resti murari medioevali), ha subito un restauro nei primi anni dell'800 ed oggi ha forme barocche.  La chiesa custodisce alcuni dipinti di grande valore, quello della "Santissima Vergine Assunta in Cielo" circondata da Angeli, del XX secolo, posto dietro l'altare maggiore, le "Anime Purganti" (Rampolloni, 1860) e quello del "Santissimo Salvatore" di scuola toscana. Era presente, inoltre, il dipinto dedicato a San Michele Arcangelo riproduzione di un'opera di Guido Reni realizzata da Filippo Balbi nel XIX secolo, recentemente trafugato. Al suo interno vengono custodite le reliquie di Padre Marcello da Torre, frate francescano morto in odore di santità vissuto alla fine del 1500.
Chiesetta SS.ma Trinità
Sorge fuori dal paese. Le prime notizie ufficiali che abbiamo della chiesetta risalgono a fine '500 ma sicuramente ha origini precedenti e come tante chiese poi dedicate alla Trinità aveva un'altra intitolazione (S. Rocco). Faceva parte del Cammino che portava al Santuario della Santissima Trinità di Vallepietra e qui i pellegrini pernottavano o si ristoravano durante il pellegrinaggio.
Aveva al suo interno vari affreschi romanici che purtroppo sono andati persi con il restauro degli anni '60.
L'ultimo restauro della chiesa è del 2015.

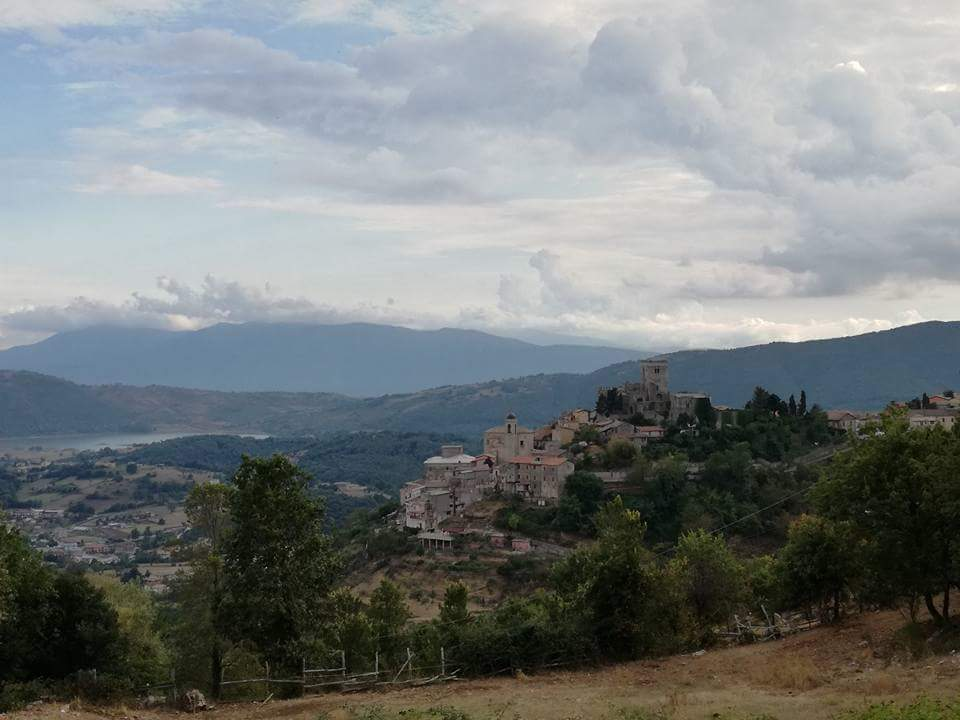
panorama del paese

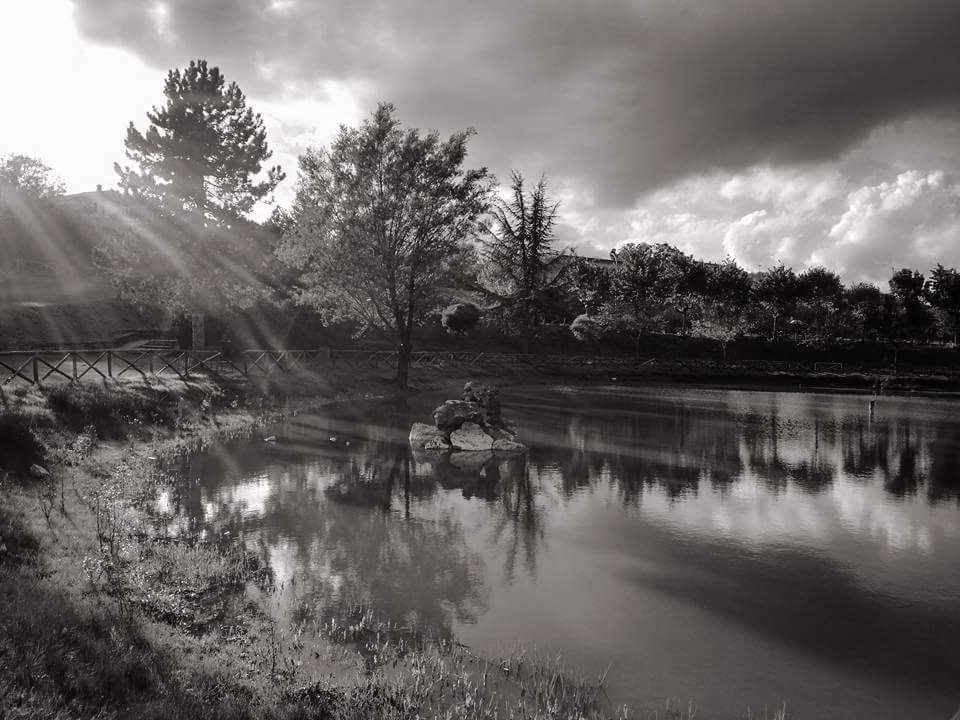
il lago di Cerano

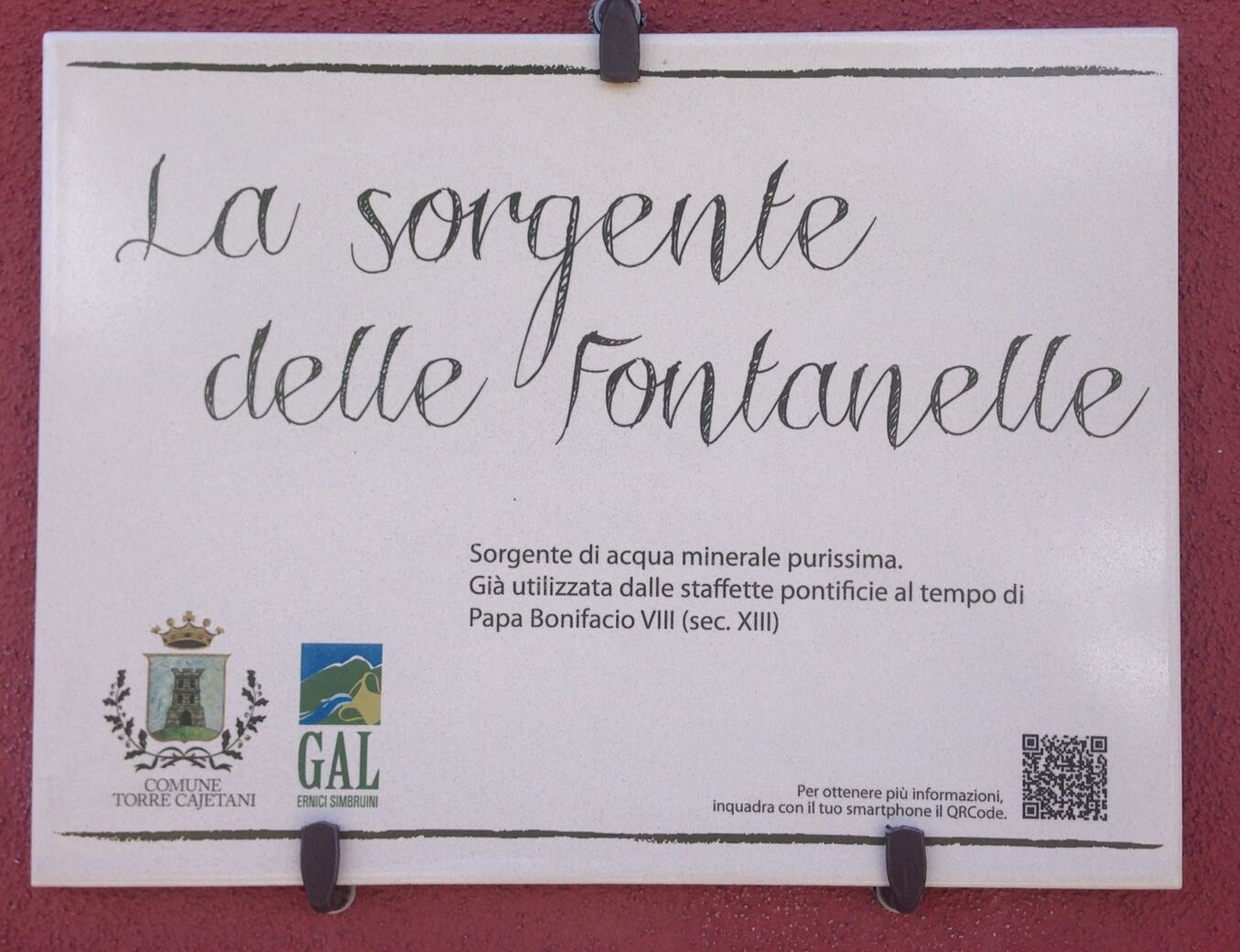

### Altro
Le Fontanelle
Con questo nome si indica la fonte di acqua antilitiaca conosciuta già nel 1200. Delle acque della fonte si avvalse papa Bonifacio VIII per sanarsi della sua malattia (il cosiddetto male della pietra). Nella stipula di acquisto (1296) da parte della famiglia Caetani del castrum Turris viene specificato l’acquisto anche della “fontem Fontanil, in valle Anticulana”. Varie testimonianze storiche indicano il suo utilizzo da parte del pontefice anagnino. La fonte è stata più volte “raccomodata” come testimoniano gli atti presenti nel Libro dei Consigli del Comune di Torre. Dopo il 1920, allo scadere della concessione data a Giuseppe Forestieri per lo sfruttamento delle acque, la fonte è stata abbandonata fino al recupero (2015) del fabbricato destinato all'imbottigliamento dell’acqua sorgiva;  la struttura oggi è sede di un centro visite dedicato allo sviluppo degli aspetti storici, sociali, sportivi, culturali e gastronomici del paese e della Valle Latina.

### Aree naturali
- Riserva naturale del Lago di Canterno;
- Parco del Lago di Cerano: è un lago di artificiale circondato da uno splendido parco naturale. Antica è la sua origine in quanto veniva usato come abbeveratoio per le greggi al pascolo; nel 1665 si ha notizia di lavori di sistemazione del lago da parte del Conte Antonio Caetani[13]. Intorno al 1990 è stato bonificato e trasformato in un parco comunale.

## Società

### Evoluzione demografica

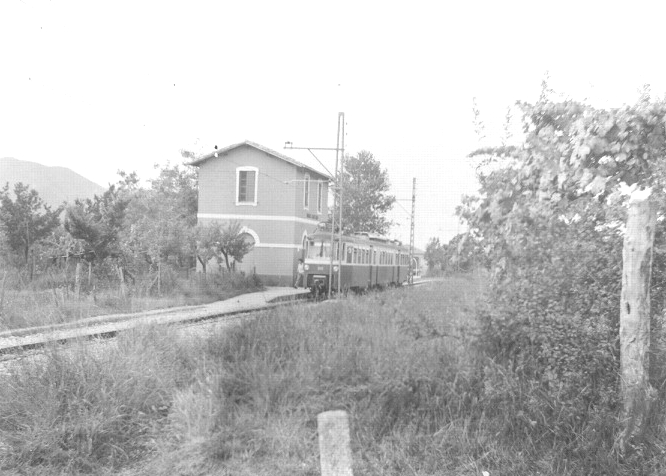
Un trenino della Ferrovia Roma-Fiuggi-Alatri fermo alla stazioncina di Torre Cajetani

Abitanti censiti

## Cultura

### Istruzione

#### Musei
- Museo dell'Operetta Sandro Massimini: il museo è dedicato all'operetta e al suo interprete più famoso e importante. Nel museo è presente la sua straordinaria e unica collezione di teatrini fatti a mano (a partire dal '600) con burattini e marionette; sono presenti le testimonianze di illustri personaggi dello spettacolo (Wanda Osiris, Carlo Dapporto, Sophia Loren, Walter Chiari). Una parte della mostra illustra la storia del paese tramite un percorso fotografico del maestro Giulio Cesare Gerlini.[15]

## Economia
Di seguito la tabella storica elaborata dall'Istat a tema Unità locali, intesa come numero di imprese attive, ed addetti, intesi come numero di addetti delle imprese locali attive (valori medi annui).
|                | 2015                  |                              |                            |                |                       |                     | 2014                  |                | 2013                  |                |
| -------------- | --------------------- | ---------------------------- | -------------------------- | -------------- | --------------------- | ------------------- | --------------------- | -------------- | --------------------- | -------------- |
|                | Numero imprese attive | % Provinciale Imprese attive | % Regionale Imprese attive | Numero addetti | % Provinciale Addetti | % Regionale Addetti | Numero imprese attive | Numero addetti | Numero imprese attive | Numero addetti |
| Torre Cajetani | 71                    | 0,21%                        | 0,02%                      | 116            | 0,11%                 | 0,01%               | 73                    | 127            | 66                    | 121            |
| Frosinone      | 33.605                |                              | 7,38%                      | 106.578        |                       | 6,92%               | 34.015                | 107.546        | 35.081                | 111.529        |
| Lazio          | 455.591               |                              |                            | 1.539.359      |                       |                     | 457.686               | 1.510.459      | 464.094               | 1.525.471      |

Nel 2015 le 71 imprese operanti nel territorio comunale, che rappresentavano lo 0,21% del totale provinciale (33.605 imprese attive), hanno occupato 116 addetti, lo 0,11% del dato provinciale; in media, ogni impresa nel 2015 ha occupato un addetto (1,63).

## Infrastrutture e trasporti

### Strade
Il comune è attraversato dalla Strada statale 155 di Fiuggi.

## Amministrazione
Nel 1872 Torre cambia denominazione in Torre Cajetani.
Nel 1927, a seguito del riordino delle circoscrizioni provinciali stabilito dal regio decreto n. 1 del 2 gennaio 1927, per volontà del governo fascista, quando venne istituita la provincia di Frosinone, Torre Cajetani passò dalla provincia di Roma a quella di Frosinone.

### Altre informazioni amministrative
- Fa parte della Comunità montana Monti Ernici